# Машин Сентай Кірамейджер: Епізод Zero
«Машин Сентай Кірамейджер: Епізод Zero» (яп. 魔進戦隊キラメイジャー エピソードZERO, Машін Сентай Кірамейдзя Епізодо Зеро, «Машин Сентай Кірамейджер: Епізод Нуль») — японський фантастичний фільм-фічуретка про супергероїв, який слугує нульовим епізодом серіалу «Машин Сентай Кірамейджер». Фільм був показаний в театрах разом з «Кішірю Сентай Рюсоулґер проти Люпінранґера проти Патранґера», як частина «Вечірки фільмів „Супер Сентай“».
Це перший раз, коли команда Супер Сентай була представлена у фільмі, а не в серіалі. Спочатку фільм планувався як перший епізод, але було вирішено, що він буде короткометражним фільмом, коли продюсери зрозуміли, що звичних 23 хвилин їм недостатньо. Іронічно, але пізніше скорочена 23-хвилинна версія фільму була показана на телебаченні між епізодами 10 і 11 серіалу.

## Сюжет
Королівство Кристалія — країна прекрасних діамантів, якою править мудрий король Орадін. Однак під керівництвом молодшого брата Орадіна, Демонічного генерала зрада Ґальзи, Темний корпус Йодон на чолі з Маскою Темряви Карантулою раптово вторгається в країну, вбиває короля та знищує Кристалію. Проте, перед цим принцеса Мабушіна разом з секретними скарбами Кристалії, Каменями Кірімай, вирушає на Землю, наступну мішень армії Йодона. Там вона зустрічає Мірьоу Хакатамінамі, керівника CARAT, який розробив Кірамай Ченджери, готуючись до вторгнення Йодона на Землю. Мабушіна використовує Камені Кірамай для пошуку воїнів, які мають сильний Кіраментал.
За допомогою Каменів, Мабушіна знаходить Тамемото Імізу, гравцем № 1 у шутерах, спортсменку Сену Хаямі, відому на японських змаганнях з атлетики, зірку бойовиків Сігуру Осікірі та Сайо Охару, геніального хірурга. Коли команда збирається у своєму новому штабі, раптово з'являється повідомлення про атаку Йодона. Спустившись вниз до автостоянки, вони четверо перетворюються на Кірімаґерів і перемагають нападників. Обнак вияв, що це була лише голограма Хакатамінамі, за допомогою якої вони тренували свої здібності.
Проте п'ятий, червоний Кірамейджер все ще не знайдений. Машин Фаір прилітає до Середньої школи Хікарігамін, очевидно відчуваючи, що п'ятим воїном стане захоплений юнак Дзюру Ацута, який малює портрет своєї однокласниці.

## В ролях
| Актор             | Роль                                    |
| ----------------- | --------------------------------------- |
| Ріо Комія         | Дзюру Ацута                             |
| Руі Кіхара        | Тамемото Імізу                          |
| Юне Сіндзьо       | Сена Хаямі                              |
| Атом Мізуісі      | Сіґуру Осікірі                          |
| Міо Куда          | Сайо Охару                              |
| Даймаоу Косака    | Мірьоу Хакатамінамі                     |
| Інорі Мінасе      | Принцеса Мабушіна (голос)               |
| Томоказу Суґіта   | Король Орадін (голос)                   |
| Кеніті Сузумура   | Машин Фаір (голос)                      |
| Міцуо Івата       | Машин Шовеллоу (голос)                  |
| Кендзі Аканабе    | Машин Мач (голос)                       |
| Ґенкі Окава       | Машин Джеттер (голос)                   |
| Юкі Наґаку        | Машин Геліко (голос)                    |
| Юуічі Накамура    | Демонічний генерал зради Ґальза (голос) |
| Юсухіро Такато    | Маска Темноти Карантула (голос)         |
| Мізукі Сайба      | Мізукі Кахікара                         |
| Карін Мізуно      | Харухі Дзоко                            |
| Томонорі Окано    | капітан                                 |
| Дайзабуро Аракава | директор                                |
| Хіронорі Такахасі | лікар                                   |
| Сіґекі Іто        | Кірамай Ред                             |
| Масато Цутамуне   | Кірамай Єлоу                            |
| Рьоко Ґомі        | Кірамай Ґрін                            |
| Ясухіро Такеучі   | Кірамай Блу                             |
| Аюмі Сімозоно     | Кірамай Пінк                            |
| Йохей Фудзіта     | Король Орадін                           |
| Мязухо Ноґава     | Принцеса Мабушіна                       |
| Кейзо Ябе         | Демонічний генерал зради Ґальза         |
| Наоко Каміо       | Маска Темноти Карантула                 |